# Морихиро Сайто
Морихиро Сайто (31 март 1928 – 13 май 2002) е учител по японското бойно изкуство айкидо и има множество ученици по целия свят. Сайто практикува айкидо в течение на 56 години от 18-годишен, когато среща неговия създател Морихей Уешиба до самата си смърт през 2002. 

## Ранни години
Морихиро Сайто в Япония, префектура Ибараки на 31 март 1928. Израства в бедно село и както той самият разказва, че през 30-те и началото на 40-те както много други японски момчета се интересува от исторически герои като Ягю Джубей Мицуйоши и Гото Матабе. В японските училища по това време се преподават бойни те изкуства като кендо и джудо и Сайто избира кендо. 
В годините след Втората световна война носенето на каквото и да било оръжие, а също и практикуването на бойни изкуства биват забранени от върховния командващ на обединените окупационни сили. Ето защо Сайто трябва да избира техники за самозащита без оръжие и той започва тренировки по Шинто рю карате в Шудокан в Мегуро. Не след дълго обаче Националните Японски Железници, където той работи го прехвърлят в Иуама, префектура Ибараки и му се налага да избере друго бойно изкуство. Смятайки, че джудото ще е полезно допълнение на заниманията му с карате и кендо Сайто се захваща с него в доджото Ишиока. През лятото на 1946 обаче Сайто чува историите за „стария човек, който прави странни техники в планините край Иуама“. Изглежда хората били объркани какво точно преподавал този стар човек, джудо инструкторът казал, че това е „Уешиба-рю джудо“. 

## Среща със създателя на айкидо
През юли 1946 обявената от главнокомандващия забрана на бойните изкуства налага на Морихей Уешиба принудително оттегляне за няколко години и той се възползва от възможността да се усамоти в малкия град Иуама. Тук той се заема с практиката на аскетични тренировки (шугио) и мнозина смятат, че това е времето, когато Уешиба усъвършенства своето айкидо. 
По времето, когато осемнадесетгодишният Сайто се присъединява към тренировките на майстор Уешиба групата включвала ученици като Кишомару Уешиба, Коичи Тохей и Тадаши Абе. Тези ранни тренировки били твърде брутални, но след няколкогодишно упорство Сайто става един от най-близките ученици на основателя. Голямо значение имала и случайната и непредвидима програма на трениране на Сайто, който работел и почивал на смени от по 24 часа в Японските Национални Железници. В резултат той често бивал единственият партньор в тренировките на Уешиба и имал уникалната възможност да се упражнява с учителя си в работата с меч (бокен) и къса тояга (джо) рано сутрин преди да се появят другите ученици. 
Тренировките в Иуама доджо в голяма степен се състояли от земеделски труд. Животът на живеещите в доджото ученици се състоял от сутрешна молитва преди изгрев, две хранения с оризова каша всеки ден и тренировки разнообразени с много работа в стопанството. 
От 1946 до смъртта на Уешиба Сайто е негов асистент, а като вътрешен ученик освен това той е водил тренировки в Иуама доджо.

### Смъртта на Уешиба
Преди смъртта си Уешиба възлага на Морихиро Сайто отговорността за продължаване на обучението в Иуама доджо, а също и позицията на пазител на светилището Айки Джинджа, намиращо се в Иуама.

## Обучение – методика и философия
Преподаването на Сайто е известно с ударението върху основите на айкидо и по-специално връзката между работата с оръжие и без оръжие. 

## Наследство
В началото на 70-те айкидо-ученици извън Япония започват да посещават Иуама и да тренират при Сайто за да се завърнат в страните си и да преподават наученото. Има и неголяма група японски ученици на Сайто като шихан Такаясу, които пътуват в чужбина да преподават айкидо.
Айкидо стилът на Сайто често е наричан Иуама айкидо. На запад Сайто заедно с мнозина от учениците си основава мрежа от доджо, в които степените са присъждани по-скоро директно от Сайто, отколкото като допълнение към връчваните от Айкикай, макар той никога да не напуска тази организация.

### Семейна линия Сайто
След смъртта на Морихиро Сайто неговият син Хитохиро основава независимата организация Шиншин Аикишурен Кай. Някои доджо от Иуама рю се присъединяват към нея, но някои от най-старите ученици на Сайто избират да останат свързани с Айкикай.